# 나타나엘

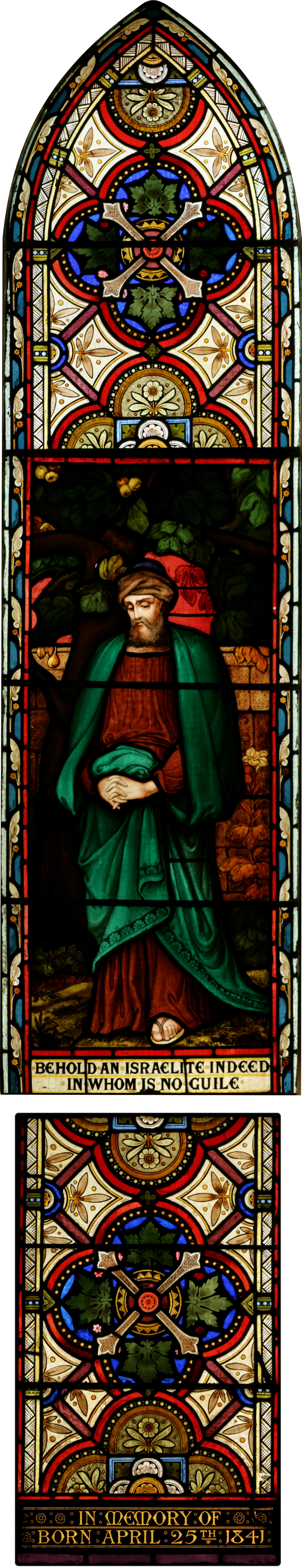
스테인드 글라스의 나타나엘

나타나엘(히브리어: נתנאל,그리스어: Ναθαναὴλ, 공동번역성서), 또는 나다나엘(개역개정)은 갈릴래아 가나 출신이며, 요한의 복음서 1장과 21장에 등장하는 예수의 제자들 중 하나다. 이름의 뜻은 "하느님께서 주심"이다. 공관복음서와 사도행전 1장에서 등장하는 인물인 사도 바르톨로메오와 동일인으로 보는 시각이 지배적이나 반론도 존재한다.

## 기록
요한의 복음서에서 나타나엘은 베싸이다 출신의 필립보의 친구로 등장한다. 예수의 첫 번째 제자들은 가족이나 친구의 소개로 예수께 나아온 경우가 대다수인데, 필립보 역시 나타나엘을 찾아가 "우리는 모세의 율법서와 예언자들의 글에 기록되어 있는 분을 만났소. 그분은 요셉의 아들 예수인데 나자렛 사람이오"라고 말한다.
나타나엘은 어떻게 나자렛에서 좋은 것이 나느냐며 나자렛에서 메시아가 나왔다는 필립보의 이야기를 의심한다. 그럼에도 필립보의 초대를 받아 예수를 만나고, 예수는 그를 두고 "이 사람이야말로 정말 이스라엘 사람이다. 그에게는 거짓이 조금도 없다"고 말한다. 토라 학자들은 여기서 예수가 나타나엘이 무화과나무 아래에 있을 때 보았다고 말한 것이 유대인의 인삿말의 일종이라고 말하기도 한다. 나타나엘은 예수를 "하느님의 아들이자 이스라엘의 왕"으로 인정한다.
요한의 복음서 말미에서 예수의 부활 이후 갈릴래아호에서 마주친 두명의 제자들 중 하나로 등장하며, 갈릴래아 가나 사람 나타나엘로 불린다.